# Hotel Wrecking City Traders & Gary Arce (album)
Hotel Wrecking City Traders & Gary Arce is een 12"-opname van de band Hotel Wrecking City Traders in een samenwerkingsverband met Palm Desert Scene muzikant Gary Arce. 

## Nummers
A: Coventina's Cascade (10:19)
B: Traverse Of The Oxen (10:21)

## Medewerkers
- Mastering – James Plotkin
- Mixage – HWCT, Neil Thomason
- Opnames – Mike Shear, Neil Thomason